# The Witch Who Came from the Sea
The Witch Who Came from the Sea è un film statunitense del 1976 diretto da Matt Cimber.

## Trama
Molly è una giovane donna che soffre di disturbi psichici, a causa dei ripetuti abusi sessuali subiti da bambina da parte del padre, alcolizzato e squilibrato.
Attratta fortemente dagli uomini, la donna non riesce però a controllare i suoi impulsi di rabbia e vendetta repressa nei confronti del genere maschile, e così uccide i partner occasionali, infierendo sui loro corpi. La spirale di sesso e morte diverrà sempre più intensa, fino alla catarsi finale.

## Distribuzione
Per le sue scene di violenza sessuale estrema, il film venne censurato in tutto il mondo. Nel 1983 l'United Kingdom Department of Public Prosecutions inserì il film nella lista dei suoi 74 video nasty. Solamente nel 2006 nel Regno Unito uscì il film in versione non censurata della lunghezza di 88 minuti.